# Petrovo Selo (ort)
Petrovo Selo är en ort i Bosnien och Hercegovina.   Den ligger i entiteten Republika Srpska, i den norra delen av landet, 150 km nordväst om huvudstaden Sarajevo. Petrovo Selo ligger 101 meter över havet och antalet invånare är 347.
Terrängen runt Petrovo Selo är platt. Närmaste större samhälle är Bosanska Gradiška, 17,2 km nordväst om Petrovo Selo. 
Omgivningarna runt Petrovo Selo är en mosaik av jordbruksmark och naturlig växtlighet. Runt Petrovo Selo är det ganska tätbefolkat, med 67 invånare per kvadratkilometer.